# Động đất Paphos 2022
Động đất Paphos 2022 là trận động đất xảy ra vào lúc 3:07 (EET), ngày 11 tháng 1 năm 2022. Trận động đất có cường độ 6.6 richter, tâm chấn độ sâu khoảng 21 km. Động đất đã tạo ra sóng thần nhỏ khoảng 10 cm. Hậu quả trận động đất đã làm 3 người chết, 1 người bị thương.